# Tennessee (race caprine)
Pour les articles homonymes, voir Tennessee (homonymie).
La tennessee ou myotonique est une race de chèvre nord-américaine. Elle est aussi connue sous les noms de fainting tennessee et de wooden leg.

## Origine
Cette race provient d'un défaut génétique. Lorsqu'elle est effrayée ou surprise, cette chèvre a les muscles des pattes arrière qui tétanisent. La chèvre est ainsi paralysée pendant quelques secondes et peut même tomber par terre. Pour cela, elle porte aussi les noms de fainting tennessee (tennessee qui s'évanouit) ou encore wooden leg (jambe de bois).
Ce caractère a été sélectionné à partir de 1880 par quelques éleveurs qui ont utilisé ce défaut pour avoir une chèvre à l'arrière-train particulièrement musclé ; les contractions régulières musclent les cuisses plus que pour les autres races. Le rapport viande/os est très bon, ces chèvres ne sautent pas les clôtures, leur reproduction est très bonne.
Elle est aujourd'hui élevée essentiellement aux États-Unis et au Canada.

## Morphologie
Ce sont des chèvres sans standard de couleur. Le métissage a créé une grande variété de robes. Les deux sexes sont cornus. Les oreilles pendent, héritage de la race nubienne, mais elles sont de plus petite taille. Certains individus possèdent du cachemire sous leur poil hivernal. Cette caractéristique augmente la rusticité en élevage de plein air ou en climat froid comme au Canada.

## Aptitudes d'élevage
Cette chèvre offre des avantages d'élevage indéniables. La période de reproduction est allongée, la gestation courte et la lactation bonne. Certaines chèvres peuvent donner des petits deux fois par an. De plus, les chevreaux naissent très souvent jumeaux, et les triplés ne sont pas rares.
La spécificité musculaire de son arrière-train donne un pourcentage de viande plus élevé et une tendreté supérieure de la viande.

## Sources